# Опера (Италия)
Вижте пояснителната страница за други значения на Опера.
О̀пера (на италиански: Opera, на западноломбардски: Òvera, Овера) е град и община в Северна Италия, провинция Милано, регион Ломбардия. Разположен е на 99 m надморска височина. Населението на общината е 13 127 души (към 2013 г.).